# Coenraad Jacob Temminck
Coenraad Jacob Temminck (født 31. marts 1778 i Amsterdam, død 30. januar 1858 i Lisse) var en nederlandsk aristokrat og zoolog. Han var den første direktør for det Nationale Naturhistoriske Museum i Leiden fra 1820 til sin død.
Hans bog Manuel d'ornithologie, ou Tableau systematique des oiseaux qui se trouvent en Europe (1815) var standardværket om europæiske fugle i mange år. Han arvede en stor samling fugleeksemplarer fra sin far, der var kasserer for det Nederlandske Østindiske Kompagni.
Temminck var også forfatter til Histoire naturelle générale des Pigeons et des Gallinacées (1813-1817) og Nouveau Recueil de Planches coloriées d'Oiseaux (1820-1839), og han bidragede til pattedyrsdelen af Philipp Franz von Siebolds Fauna Japonica (1844-1850).
I løbet af det 19. århundrede fik Temminck mere end 30 dyr opkaldt efter sig, bl.a. kysseguramien (helostoma temminckii) og Temmincks skældyr (manis temminckii).
1. ↑  Navnet er anført på engelsk og stammer fra Wikidata hvor navnet endnu ikke findes på dansk.
2. ↑  Navnet er anført på engelsk og stammer fra Wikidata hvor navnet endnu ikke findes på dansk.